# Босански Милановац
Босански Милановац је насељено мјесто у општини Сански Мост, Босна и Херцеговина.

## Становништво
|             | 2013.      | 1991.        | 1981.        | 1971.        |
| Укупно      | 9 (100,0%) | 274 (100,0%) | 402 (100,0%) | 582 (100,0%) |
| Срби        | 9 (100,0%) | 273 (99,64%) | 401 (99,75%) | 578 (99,31%) |
| Југословени | –          | 1 (0,365%)   | –            | –            |
| Остали      | –          | –            | 1 (0,249%)   | 3 (0,515%)   |
| Бошњаци     | –          | –            | –            | 1 (0,172%)1  |

1. 1 На пописима од 1971. до 1991. Бошњаци су пописивани углавном као Муслимани.